# Rhoptria
Rhoptria là một chi bướm đêm thuộc họ Geometridae.